# سمرلاند (فلم 2020)
سمرلاند (بالإنجليزية: Summerland) فيلم درامي بريطاني لعام 2020 من تأليف وإخراج جيسيكا سويل. بطولة الفيلم للنجوم جيما أرتيرتون وجوجو مباثا رو ولوكاس بوند.
يروي الفيلم قصة كاتبة منعزلة تُجبر على الارتباط بصبي صغير عُهد إليها برعايته بعد قصف لندن  بالطائرات العسكرية الألمانية من 7 سبتمبر 1940. تم إصداره في المملكة المتحدة في 31 يوليو 2020.

## طاقم التمثيل
- جيما آرتيرتون: في دور أليس لامب
- جوجو مباثا راو: في دور فيرا
- بينيلوب ويلتون: في دور أليس (كبيرة)
- توم كورتيناي: في دور السيد سوليفان
- لوكاس بوند: في دور فرانك
- ديكسي إيجريكس: في دور إيدي
- دومينيك ماكجريفي: في دور الصبي
- اوبيني ماكفلين: في دور كاسي
- راخي تختار: في دور السيدة ايفانز
- توماس كومبيس: في دور مراقب الغارة الجوية
- ديفيد أجاو: في دور ضابط
- أماندا لورانس: في دور موريل
- مارتينا ليرد: في دور فيرا (كبيرة)
- ديفيد هوروفيتش: في دور ألبرت
- جيسيكا جانينج: في دور السيدة باسيت
- أماندا روت: في دور السيدة لورانس
- سيان فيليبس: في دور مارجريت كوري[3]

## ملخص أحداث الفيلم
أليس كاتبة منعزلة، استسلمت لحياة منعزلة على المنحدرات الساحلية في جنوب إنجلترا بينما احتدمت الحرب العالمية الثانية. تفتح أليس باب منزلها في أحد الأيام لتجد أنها سوف تتبنى شخصًا شابًا من لندن تم إجلاؤه يدعى فرانك، وتبدو أليس مضطرة لقبول الشاب. يمر وقت ليس بالطويل قبل أن يدرك الاثنان أنهما يشتركان في ماضيهما أكثر مما تعتقد أليس، ويقع الحب في الأوقات العصيبة.

## استقبال الفيلم
حصل الفيلم على تقييم مقداره 77% بناء على آراء 114 ناقد سينمائي على موقع الطماطم الفاسدة، وكتب إجماع نقاد الموقع: "في سمرلاند، من السهل جدًا رفع المخاطر الدرامية للعيش، لكن أداء جيما أرتيرتون يضيف بعض الحرارة الإضافية التي تشتد الحاجة إليها"، وعلى موقع ميتاكريتيك، حصل الفيلم على تقييم مقداره 56% بناء على آراء 26 ناقد.

## وصلات خارجية
- مقالات تستعمل روابط فنية بلا صلة مع ويكي بيانات